# Gouvernement intérimaire irakien
2004–2005
Entités précédentes :
- Autorité provisoire de la coalition

Entités suivantes :
- République d'Irak

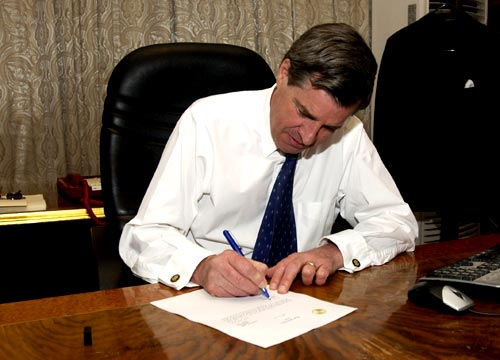
Signature du document de transfert de souveraineté au gouvernement intérimaire irakien le 28 juin 2004 par Paul Bremer.

Le gouvernement intérimaire irakien a été formé par la force multinationale présente en Irak comme gouvernement provisoire pour gérer l'Irak jusqu'à la constitution du gouvernement de transition en Irak qui devait être mis en place à la suite des élections du 30 janvier 2005.
Le gouvernement intérimaire irakien a lui-même pris la place de l'Autorité provisoire de la coalition (qui collaborait avec le Conseil de gouvernement de l'Irak (en)) le 28 juin 2004, et a été remplacé par le gouvernement de transition le 3 mai 2005.

## Distribution des portefeuilles
Selon la liste du 28 juin 2004 (complétée au 30 juin 2004) :

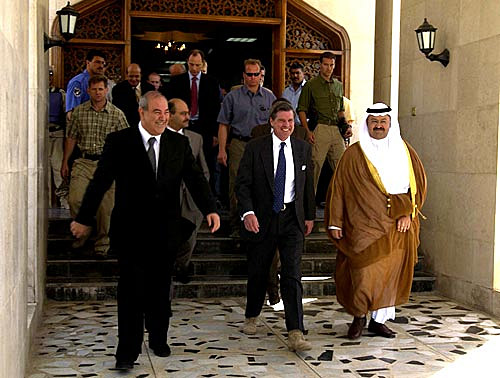
De gauche à droite, le premier ministre Iyad Allaoui, l'ambassadeur américain Paul Bremer, et le président Ghazi Mashal Ajil al-Yawer lors des cérémonies du 28 juin 2004.

- Président : Ghazi Mashal Ajil al-Yawer
- Premier ministre : Iyad Allaoui
- Vice-Président : Ibrahim al-Jaafari
- Vice-Président : Rowsch Shaways
- Vice-Premier ministre pour la sécurité nationale : Barham Salih
- Ministre des Affaires étrangères : Hoshyar Zebari
- Ministre des Finances : Abdel Abdel-Mehdi
- Ministre de la Défense : Hazem Shalan al-Khuzaei
- Ministre de l'Intérieur : Falah Hassan al-Naqib (en)
- Ministre du Pétrole : Thamir Ghadhban (en)
- Ministre de la Justice : Malik Dohan al-Hassan (en)
- Ministre des Droits de l'homme : Bakhityar Amin
- Ministre de l'Électricité : Ayham al-Samarie
- Ministre de la Santé : Alaa Abdessaheb al-Alwan
- Ministre de la Communication : Mohammed Ali Hakim
- Ministre de l'Habitat : Omar Farouk
- Ministre des Travaux publics : Nesreen Mustafa Berwari
- Ministre des Sciences et de la Technologie : Rashad Mandan Omar (en)
- Ministre du Plan : Mahdi al-Hafez
- Ministre du Commerce : Mohammed al-Joubri
- Ministre de la Jeunesse et des Sports : Ali Faik al-Ghabban (en)
- Ministre des Transports : Louei Hatim Sultan al-Aris
- Ministre des Affaires provinciales : Wael Abdel-Latif
- Ministre des Affaires féminines : Narmine Othmane
- Ministre de l'Immigration et des réfugiés : Pascale Esho Warda
- Ministre de l'Irrigation : Abdel Latif Rachid
- Ministre du Travail et des Affaires sociales : Leila Abdul-Latif (en)
- Ministre de l'Éducation : Sami Mudahfar
- Ministre de l'Enseignement supérieur : Tahir al-Bakaa
- Ministre de l'Agriculture : Sawsan Sherif
- Ministre de la Culture : Mufid Mohammad Jawad al-Jazairi
- Ministre de l'Industrie : Hajim al-Hassani
- Ministre de l'Environnement : Mishkat Al-Moumin[1]
- Ministre du Logement et de la Construction : Omar al-Farouk Salem al-Damluji[1]
- Secrétaire d'État : Qassim Dawoud
- Secrétaire d'État : Mamu Farham Othman Pirali
- Secrétaire d'État : Adnan al-Janabi